# Ільїн Віктор Іванович (голова Миколаївського облвиконкому)
Віктор Іванович Ільїн (нар. 20 липня 1931, село Вишегори, тепер Нелідівського району Тверської області, Російська Федерація — 2001, місто Миколаїв) — український радянський компартійний діяч, депутат Верховної Ради УРСР 11-го скликання. Член ЦК КПУ в 1976—1990 роках.

## Біографія
Народився в селянській родині.
У 1948—1950 роках навчався в гірничому технікумі та, одночасно, у вечірній школі міста Ровеньки Ворошиловградської області. Служив на Чорноморському флоті СРСР.
У 1955—1956 роках — 2-й секретар, у 1956—1958 роках — 1-й секретар Азовського районного комітету ЛКСМУ Кримської області.
Член КПРС з 1956 року.
У 1958—1959 роках — секретар Кримського обласного комітету ЛКСМУ.
У 1959—1967 роках — голова колгоспу імені Леніна Красногвардійського району Кримської області, тридцятитисячник.
Закінчив Всесоюзний заочний сільськогосподарський інститут і Вищу партійну школу при ЦК КПРС.
У 1967—1973 роках — голова виконавчого комітету Красногвардійської районної ради депутатів трудящих Кримської області.
У 1973—1979 роках — 1-й секретар Красногвардійського районного комітету КПУ Кримської області.
У грудні 1979 — 5 березня 1982 року — секретар Кримського обласного комітету КПУ з питань сільського господарства. У 1982 році — інспектор ЦК КПУ.
6 березня 1982 — 16 грудня 1989 року — голова виконавчого комітету Миколаївської обласної ради народних депутатів.
Потім працював директором Миколаївської обласної асоціації з виробництва кормів «Соя».
На початку 1990-х років очолював Миколаївську обласну організацію Селянського союзу, у січні 1997 — березні 1999 р. був головою Миколаївської обласної організації Аграрної партії України, членом Вищої ради Аграрної партії.
Помер у 2001 році в Миколаєві.

## Нагороди
- орден Леніна
- два ордени Трудового Червоного Прапора
- орден «Знак Пошани»
- медалі
- Почесна грамота Президії Верховної Ради Української РСР